# Страсбур — Сен-Дени (станция метро)
Страсбур — Сен-Дени (фр. Strasbourg - Saint-Denis) — пересадочный узел линии 4 и двухуровневого участка под Гран Бульвар линий 8 и 9 Парижского метрополитена, расположенный на границе II, III, и X округов Парижа.

## Особенности конструкции
- Участок Ришельё — Друо — Репюблик проходит под Гран Бульвар в виде двухуровневых тоннелей: по верхнему уровню проходит линия 8, по нижнему — линия 9. Верхний уровень выполнен в виде двух односводчатых залов, оба уровня поделены между путями стеной.
- Станция линии 4 выполнена по одному из ранних типовых (однопролётному) проекту.

## История
- Первым в истории пересадочного узла открылся зал линии 4, это произошло 21 апреля 1908 года.
- Участок под Гран Бульвар строился в два этапа, так как по нему проходят два пусковых участка разных линий. Первым открылся верхний уровень в составе участка Ришельё — Друо — Порт-де-Шарентон линии 8, открытие состоялось 5 мая 1931 года. 10 декабря 1933 года открылся нижний уровень участка в составе линии 9 (пусковой участок Ришельё — Друо — Порт-де-Монтрёй).
- Пассажиропоток пересадочного узла по входу в 2011 году, по данным RATP, составил 7 346 063 человек[3]. В 2013 году пассажиропоток вырос и составил 9 751 180 человек (18 место по Парижскому метрополитену)[4].

## Достопримечательности
- Театр де ля Порт Сен-Мартен

## Путевое развитие
К восточному торцу станции линии 8 примыкает пошёрстный съезд. На середине перегона Страсбур — Сен-Дени — Репюблик рядом с бывшей станцией "Сен-Мартен" от линии 8 начинается служебная соединительная ветвь к залу станции "Репюблик" линии 5.

## В культуре
«Strasbourg/Saint-Denis» — одна из композиций джазового музыканта Роя Харгроува (англ. Roy Hargrove), вошедшая в состав альбома «Ear Food», выпущенного в 2008 году.

## Галерея
- Зал линии 8
- Зал линии 9